# Rifugio Koča na Gozdu
Il Rifugio Koča na Gozdu è un rifugio situato nel comune di Kranjska Gora in Slovenia, a 1.226 m s.l.m.

## Storia
Dista circa 8 km Kranjska Gora e nei pressi della cappella Russa presso il passo della Moistrocca. Fu inaugurato il 2 luglio 1922 e chiuso nel 1979. Il 24 maggio 1986 fu costruito al suo posto un nuovo rifugio più grande e moderno.

## Cime nelle vicinanze
- 4/5 h: Prisojnik

## Arrivo
- 8 km di strada da Kranjska Gora (2 ore a piedi)

## Percorsi
- 30 min: al Rifuglio Mihov a Vršič (1085 m)
- 1 h: alla Capanna di Erjavec sul Vršič (1525 m)